# Пирофорность

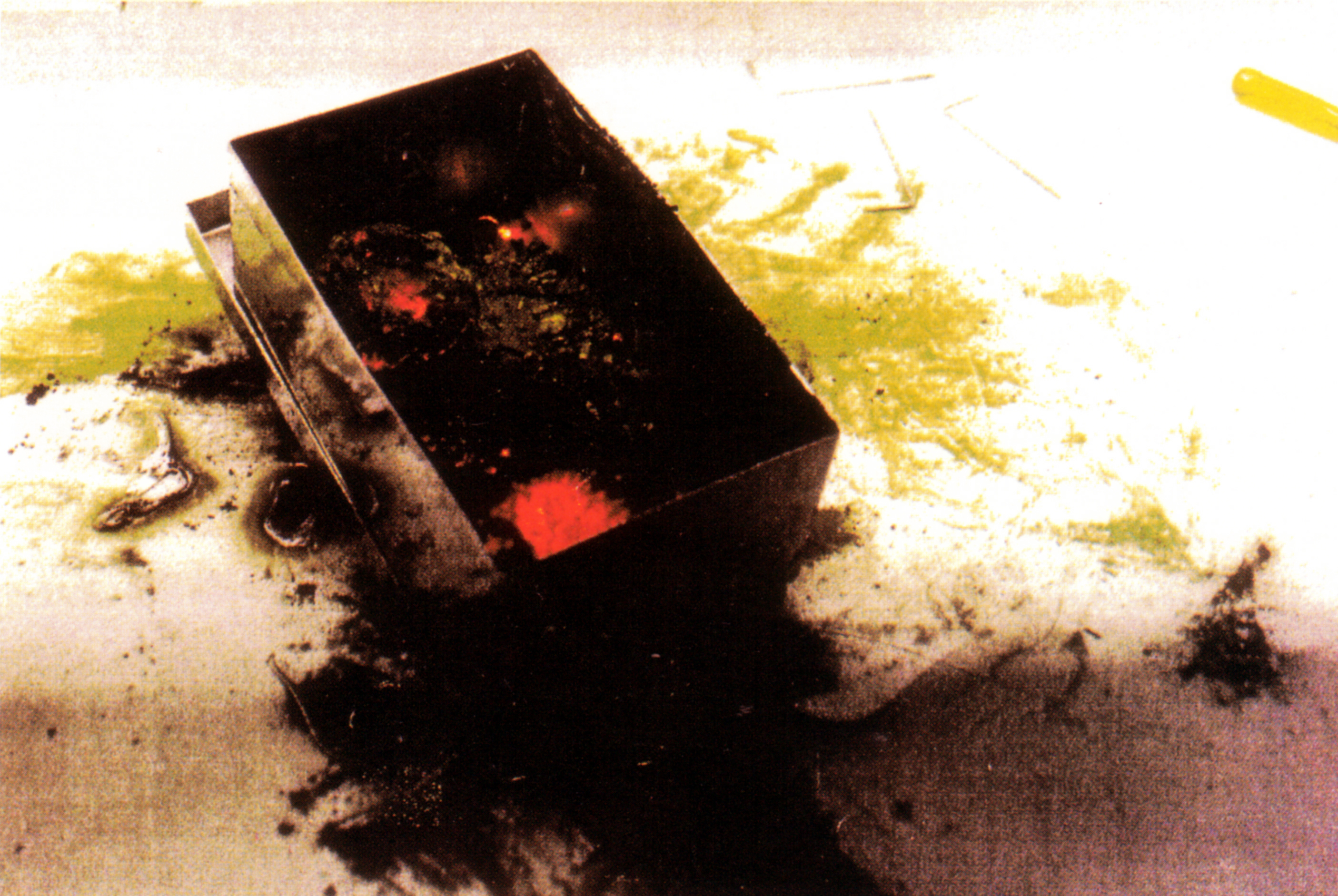
Плутоний, оставленный на воздухе

Пирофо́рность (от др.-греч. πῦρ «огонь, жар» + φορός «несущий») — способность твёрдого материала в мелкораздробленном состоянии к самовоспламенению на воздухе при отсутствии нагрева.

## Физико-химическая сущность
Пирофорность связана, как правило, с экзотермическими реакциями окисления веществ на воздухе, так как при высокой удельной площади поверхности мелкораздробленного материала тепловыделение при его окислении пропорционально площади поверхности, в то время как теплоёмкость — пропорциональна массе, то нагрев окисляющейся частицы обратно пропорционален степени 3/2 её линейных размеров и при достаточно малых размерах может достичь температуры самовоспламенения.
Пирофорность свойственна многим веществам в тонко раздробленном виде: 
- металлам (Fe, Co, Ni, Mn, V, U и др.), гидридам некоторых металлов, сульфидам (например, пириту FeS2),
- элементоорганическим соединениям и даже некоторым оксидам (например, диоксиду осмия OsO2 в его мелкодисперсной «чёрной» форме).
- Также пирофорны многие органические вещества, как например, сухая мука в избыточных скоплениях, пудры, бумажная пыль (хотя в данных случаях важную роль играют разряды статического электричества, как причина возгорания).

Металлы в высокодисперсном пирофорном состоянии получают химическим путём в восстановительных условиях. Например, пирофорное железо получается при термическом разложении оксалата железа. Пирофорный никель Ренея — выщелачиванием алюминия из никель-алюминиевого сплава раствором едкого натра.
В случае с металлами и сплавами в компактном состоянии пирофорные свойства могут проявляться и при механическом дроблении, когда от массы металла, поверхность которого пассивирована оксидной плёнкой, механически отделяются дисперсные частицы, самовоспламеняющиеся в воздухе. В этом случае пирофорность проявляется как искрение при трении или ударе. (Наблюдается например при скоростной заточке режущего инструмента.)
Наиболее распространены пирофорные сплавы на основе церия (мишметалл — «сырой» сплав неразделённых редкоземельных элементов, ферроцерий), из которого изготавливаются кресала зажигалок (которые часто ошибочно называют «кремнями»). Пирофорны в компактном состоянии также многие лантаноиды и актиноиды, — в частности: торий, уран, плутоний.
Пирофорность порождает собой серьёзную технологическую проблему в производствах, использующих металлические порошки. В частности в порошковой металлургии и других процессах, где используются активные металлы в мелкодисперсной форме.